# Saundersiops cayensis
Saundersiops cayensis är en tvåvingeart som beskrevs av Townsend 1914. Saundersiops cayensis ingår i släktet Saundersiops och familjen parasitflugor.
Artens utbredningsområde är Peru. Inga underarter finns listade i Catalogue of Life.